# Возьники (Поддембицький повіт)
Возьники (пол. Woźniki) — село в Польщі, у гміні Далікув Поддембицького повіту Лодзинського воєводства.
Населення — 117 осіб (2011).
У 1975-1998 роках село належало до Серадзького воєводства.

## Демографія
Демографічна структура станом на 31 березня 2011 року:
|          | Загалом | Допрацездатний вік | Працездатний вік | Постпрацездатний вік |
| -------- | ------- | ------------------ | ---------------- | -------------------- |
| Чоловіки | 54      | 4                  | 42               | 8                    |
| Жінки    | 63      | 16                 | 32               | 15                   |
| Разом    | 117     | 20                 | 74               | 23                   |